# Nanohyla
Nanohyla es un género de anfibios anuros de la familia Microhylidae. Las ranas de este género se distribuyen por el sur de Asia ( Vietnam, Laos, Camboya, Tailandia, Malasia, Brunéi, Indonesia y Filipinas ) Las especies que se incluyen en este género estaban incluidas hasta principios del 2021 en el género Microhyla.

## Especies
Se reconocen las siguientes diez especies:
- Nanohyla albopunctata Poyarkov, Gorin, & Trofimets, 2023.[2]
- Nanohyla annamensis (Smith, 1923).
- Nanohyla annectens (Boulenger, 1900).
- Nanohyla arboricola (Poyarkov, Vassilieva, Orlov, Galoyan, Tran, Le, Kretova & Geissler, 2014).
- Nanohyla hongiaoensis (Hoang, Nguyen, Luong, Nguyen, Orlov, Chen, Wang & Jiang, 2020).
- Nanohyla marmorata (Bain & Nguyen, 2004).
- Nanohyla nanapollexa (Bain & Nguyen, 2004).
- Nanohyla perparva (Inger & Frogner, 1979).
- Nanohyla petrigena (Inger & Frogner, 1979).
- Nanohyla pulchella (Poyarkov, Vassilieva, Orlov, Galoyan, Tran, Le, Kretova & Geissler, 2014).